# Random Album Title
Random Album Title je třetí studiové album kanadského interpreta elektronické taneční hudby, Deadmau5e. Album obsahuje skladby jako "Faxing Berlin", "Not Exactly", nebo například deadmau5ovu kolaboraci s americkým DJem Kaskade, "I Remember". Fyzicky bylo album vydáno 3. října 2008 v Irsku, 6. října 2008 v Anglii a až 4. listopadu celosvětově. V Americe a v Kanadě jsou k dispozici dvě verze alba, Unmixed (UL1905) a Mixed (UL1868). Digitálně bylo album vydáno jíž 2. září na iTunes a beatport.com.
Skladba Brazil (2nd Edit) byl již dvakrát použita jinými umělci. Kylie Minogue samplovala tuto skladbu ve své skladbě Change Your Mind, kterou nakonec nevydala. Jako další ji použila Alexis Jordan ve svém debutovém singlu Happiness.

## Seznam skladeb

### AnglieaIrsko(MAU5CD01)
| Pořadí | Název                                   | Délka |
| ------ | --------------------------------------- | ----- |
| 1.     | Sometimes Things Get, Whatever          | 7:15  |
| 2.     | Complications                           | 5:31  |
| 3.     | Slip                                    | 7:44  |
| 4.     | Some Kind of Blue                       | 6:19  |
| 5.     | Brazil (2nd Edit)                       | 5:33  |
| 6.     | Alone With You                          | 7:30  |
| 7.     | I Remember (feat. Kaskade)              | 9:07  |
| 8.     | Faxing Berlin (Piano Accoustic Version) | 1:39  |
| 9.     | Faxing Berlin                           | 2:36  |
| 10.    | Not Exactly                             | 8:00  |
| 11.    | Arguru                                  | 5:30  |

### Mixed (UL1868)
| Pořadí | Název                                   | Délka |
| ------ | --------------------------------------- | ----- |
| 1.     | Sometimes Things Get, Whatever          | 7:15  |
| 2.     | Complications                           | 5:31  |
| 3.     | Slip                                    | 7:44  |
| 4.     | Some Kind of Blue                       | 6:19  |
| 5.     | Brazil (2nd Edit)                       | 5:33  |
| 6.     | Alone With You                          | 7:30  |
| 7.     | I Remember (feat. Kaskade)              | 9:07  |
| 8.     | Faxing Berlin (Piano Accoustic Version) | 1:39  |
| 9.     | Faxing Berlin                           | 2:36  |
| 10.    | Not Exactly                             | 8:00  |
| 11.    | Arguru                                  | 5:30  |

### Unmixed (UL1905)
| Pořadí | Název                                    | Délka |
| ------ | ---------------------------------------- | ----- |
| 1.     | Sometimes Things Get, Whatever           | 8:20  |
| 2.     | Complications                            | 9:52  |
| 3.     | Slip                                     | 7:43  |
| 4.     | Some Kind of Blue                        | 7:59  |
| 5.     | Brazil (2nd Edit)                        | 6:37  |
| 6.     | Alone With You                           | 8:11  |
| 7.     | I Remember (Vokální mix) (feat. Kaskade) | 9:53  |
| 8.     | Faxing Berlin                            | 8:41  |
| 9.     | Not Exactly                              | 9:15  |
| 10.    | So There I Was                           | 6:45  |